# Спартак (хоккейный клуб, Санкт-Петербург)
«Спартак» — команда по хоккею с шайбой из Санкт-Петербурга. Основан клуб в 1947 году. Выступал в лигах «А», «Б». В сезоне 1962—1963 годов выступал на высшем уровне. Расформирован в 1965 году. Возрождён в 1996 году. Выступал в Чемпионате России. Лучший результат — 3 место в сезоне 1998/1999 годов.
В 2019 году возрождён как молодёжный хоккейный клуб «Спартак». В 2021 году между ним и хоккейным клубом «Спартак» Москва был заключён договор о спортивном сотрудничестве.